# Университет искусств (Хельсинки)
Университет искусств (фин. Taideyliopisto, швед. Konstuniversitetet) — финский университет, расположенный в городе Хельсинки и учреждённый решением Госсовета Финляндии путём слияния трёх ведущих вузов страны, специализирующихся в области живописи, музыки и театра.

## История
C начала 1990-х годов в правительственных кругах начал обсуждаться вопрос по созданию в Хельсинки объединённого Университета искусств, но организация нового вуза тормозилась отсутствием необходимых поправок к закону об университетах
Университет искусств был образован 29 марта 2012 года решением Госсовета Финляндии путём слияния Академии имени Сибелиуса, Академии изящных искусств и Театральной академии. В апреле 2012 года был образован временный состав Совета университета, а его утверждение состоялось в августе, после принятия Парламентом страны соответствующих поправок в законодательные акты об образовании.
Открытие нового вуза обошлось государственной казне порядка 18 млн евро. Университет начал свою деятельность с 2013 года. Общее число обучающихся в университете составило около 2 тысяч, а числов преподавателей — 600 человек. Первым ректором объединённого университета стала Тийна Рузенберг.
С июня 2017 года университет начал программу сокращения сотрудников и уменьшения расходов на 1,8 млн евро к 2020 году.

## Академия изящных искусств
Академия была основана в 1848 году частным фондом — Художественное общество Финляндии (фин. Suomen Taideyhdistys также Финским художественным обществом или Финской ассоциацией искусств). Первоначальное название учебного заведения — Рисовальная школа Художественного общества Финляндии.
В 1985 году школе присвоено название Академии изящных искусств. В начале 1993 года статус Академии был повышен до университетского уровня. За 3,5 года очного обучения учащимся присваивалась степень бакалавра изящных искусств, а за 5,5 лет — степень магистра искусств.
В учебном 2012/2013 году число студентов составило около 280 человек.

## Ректоры
- Тийна Рузенберг (2013—1.6.2015)
- Паула Туовинен[фин.] (2.6.2015—30.11.2015)
- Яри Перкиёмяки[фин.] (с 1.12.2015)[9]